# 最终幻想VII G-Bike
《最终幻想VII G-Bike》是一款适用于Android和iOS平台的免费游戏。这款游戏曾在2014年10月至2015年12月间上线运营，是一款融合了角色扮演元素的赛车游戏。游戏内容基于史克威尔艾尼克斯的角色扮演游戏《最终幻想VII》，玩家可以操控游戏的主角克劳德·史特莱夫骑着摩托车在战斗中使用近战武器和魔法，同时得到其他《最终幻想VII》角色们的帮助。玩家可以修改克劳德的武器、衣服和摩托车，并执行称为极限技的强力攻击。
史克威尔艾尼克斯和开发商CyberConnect2构思了这款游戏，打算将《最终幻想VII》中的小游戏系列重制为移动设备上可以运行的一系列游戏。在开发过程中，他们最终只选择了最受欢迎的《G-Bike》。开发人员在原本小游戏的基础上进行了扩展，增加了自定义和游戏玩法等内容，但并没有为其扩充一个整体故事情节。
由于这并不是粉丝们所期望的《最终幻想VII》重制版，评论家们对此反应不一，但他们仍然认为游戏在视觉上很吸引人，并且忠实于原始小游戏的美学。史克威尔艾尼克斯于2015年关闭了这款游戏的服务。

## 游戏玩法

《G-Bike》的游戏玩法展示了克劳德使用雷属性魔法攻击敌人。

《最终幻想VII G-Bike》是一款免费游玩的赛车游戏，主角是年轻的雇佣兵克劳德·史特莱夫，他也是《最终幻想VII》的主角。游戏中，克劳德骑着摩托车穿越米德加市和其他地点的街道，同时与敌人战斗。除了使用名为“破坏剑”的武器进行攻击外，克劳德还可以使用名为“魔晶石”的物品施展魔法。此外他还能够施展一系列被称为“极限突破”的强力攻击。玩家可以召唤来自原版《最终幻想VII》的支援角色，例如蒂法·洛克哈特。各关卡结束时会遇到来自《最终幻想VII》游戏中的角色作为Boss，包括雷诺和戴因等。每个关卡结束时，根据玩家的表现会给予其相应的排名。
玩家可以在任务间隙访问商店，定制克劳德的武器和服饰，使其类似于在《最终幻想VII》中的原版造型抑或是新造型。玩家可以定制自己的摩托车，也可以购买新的摩托车。在2015年的进行的一场特别活动中，玩家可以将克劳德的哈迪·戴托纳（Hardy Daytona）摩托车替换成一辆名为凤凰（Phoenix）的摩托车，这辆摩托车马力更强大，并能提升角色的魔法能力。

## 开发和发布
制作基于《最终幻想VII》的手机游戏的想法来自史克威尔艾尼克斯的制作人间一朗。他建议与一家以动作游戏闻名的公司合作开发游戏。为此，史克威尔艾尼克斯选择了开发商CyberConnect2来制作这款游戏。所以选择这家公司，是因为角色设计师野村哲也曾在早期的项目中与他们合作过，因此关系较为密切。史克威尔艾尼克斯指定CyberConnect2的松山洋为游戏总监，并由史克威尔艾尼克斯的执行制片人北濑佳范负责监督。野村哲也担任创意总监，并为游戏中的克劳德·史特莱夫设计了新的造型。
制作团队最初的计划是让《G-Bike》成为基于《最终幻想VII》中的小游戏系列里首款登陆手机平台的游戏。在原作的几个小游戏中，《G-Bike》因为其受欢迎程度而被选中。为了扩展它，团队开发了新的游戏玩法，如武器改装和新的战斗形式。团队决定不围绕游戏开发复杂的故事情节，因为这会需要更多可玩角色。因此，克劳德成了《G-Bike》中唯一的主角。除了原版迷你游戏之外，《G-Bike》开发的另一个灵感来源是2005年的电影《最终幻想VII：降临之子》。在那部电影中，克劳德驾驶名为“芬里尔”的摩托车与敌人战斗，间一朗认为这“非常酷，非常激进”，电影中的一些元素也被融入到了游戏中。在制作过程中，CyberConnect2获得了史克威尔艾尼克斯提供的《降临之子》和《核心危机》的制作素材，这样开发者的美学风格就能与软件发布商之前的作品相匹配。松山洋形容与史克威尔艾尼克斯新成立的游戏审查部门进行的早期提交和评估过程是“坎坷的”。
《G-Bike》于2014年6月由史克威尔艾尼克斯公开。最初的信息有些混乱，间一朗澄清了误解表示这款游戏并不是《最终幻想VII》的重制，仅仅是一部独立的游戏。此外，虽然它与《最终幻想VII》及其衍生系列《最终幻想VII》补完计划有着相同的美学风格，但史克威尔艾尼克斯表示其中并无关联。松山洋透露，他曾询问过史克威尔艾尼克斯制作人桥本真司是否对《最终幻想VII》重制版感兴趣，但桥本真司并不感兴趣。松山洋插话说：“好吧，如果《G-Bike》发布后大受欢迎，我们就制作《最终幻想VII》的重制版”。
史克威尔艾尼克斯于2014年9月发布了《G-Bike》的首支预告片。提前注册游戏的玩家将获得游戏内道具“彗星魔石”作为奖励。《G-Bike》于同年10月30日在日本上架发行。这款游戏提供免费下载，但可通过应用内购买通道购买。发布时，这款游戏在下载到玩家设备时出现了一些问题。尽管从技术上来说游戏依然可用，但故障导致游戏服务中断直至11月1日。史克威尔艾尼克斯最初表示将在西方国家发行这款游戏，但后来因不明原因取消了。百奇制造商格力高曾举办了一场特别活动来推广这款游戏，并为此制作了收藏卡片。最终，《G-Bike》于2015年12月被史克威尔艾尼克斯关闭了服务。

## 评价
《G-Bike》获得的评论家们褒贬不一的评价。日本网站AppGet称赞这款游戏是对原版小游戏及其原始美感的高质量重制。Siliconera的伊沙安·萨德夫（Ishaan Sahdev）称赞了游戏的画面，称其“非常华丽”。Kotaku的中村俊裕对这款游戏的发布持乐观态度，并认为游戏的预告片看起来很吸引人。他相信这可能会导致史克威尔艾尼克斯发行其他游戏重制版。Game Informer的凱爾·希利亞德（Kyle Hilliard）总结称，粉丝们不会因为史克威尔艾尼克斯《G-Bike》发布而不是《最终幻想VII 重制版》而感到失望。
另一些评论家对于这款游戏的发布感到不满和困惑。Kotaku的杰森·施赖尔称，当听说史克威尔艾尼克斯宣布推出一款新的迷你游戏时，公众最初的反应是普遍感到惊讶。Engadget的迈克·韦纳（Mike Wehner）表示，人们会对史克威尔艾尼克斯尚未准备好发布《最终幻想VII重制版》感到失望。Hardcore Gamer的尼古拉·苏普拉克（Nikola Suprak）甚至称开发人员是“恶作剧者”，因为他们甚至在重要项目《最终幻想》重制版未完成的情况下还有精力开发一款小游戏。AppGet的納谷英嗣提出了更典型的批评意见，他指出游戏加载时间频繁，并且需要花费大量游戏时间才能解锁支援角色。回顾游戏，USGamer的凯特·贝利（Kat Bailey）表示，由于史克威尔艾尼克斯尚未将这款游戏制作英文版，因此这款游戏将保持默默无闻，大多数玩家永远不会听说它。